# Actinidina
Actinidina es un derivado de la piridina que se encuentra en el aceite esencial de la valeriana (Valeriana officinalis) y Actinidia polygama (vid plata). Actinidina es también una feromona para una variedad de insectos. La actinidina es un atrayente de los gatos, con efectos como los de la nepetalactona, el compuesto activo que se encuentra en la hierba gatera.